# 1089
| 1089               |
| ------------------ |
| Dødsfald - Fødsler |
|                    |

| Gregoriansk kalender | 1089 MLXXXIX            |
| Ab urbe condita      | 1842                    |
| Armensk kalender     | 538 ԹՎ ՇԼԸ              |
| Kinesiske kalender   | 3785 – 3786 戊辰 – 己巳 |
| Etiopisk kalender    | 1081 – 1082             |
| Jødisk kalender      | 4849 – 4850             |
| Hindukalendere       |                         |
| - Vikram Samvat      | 1144 – 1145             |
| - Shaka Samvat       | 1011 – 1012             |
| - Kali Yuga          | 4190 – 4191             |
| Iransk kalender      | 467 – 468               |
| Islamisk kalender    | 482 – 483               |

Konge i Danmark: Oluf Hunger 1086-1095
Se også 1089 (tal)

## Begivenheder
- Stift Melk i den østrigske by Melk grundlægges.